# Elliot Knight
Elliot Knight (* 10. července 1990, West Bromwich, West Midlands, Spojené království) je britský herec, který se proslavil rolí Sindibáda v britském televizním seriálu Sindibád a díky roli Merlina v americkém seriálu Bylo, nebylo.

## Životopis
Knight se narodil v Birminghamu. Jeho rodiče jsou Stuart a Lorna, oba pracují jako učitelé. Jeho otec pracuje na škole Broadway Secondary School v Perry Barr, Birmingham. Byl žákem na chlapecké škole King Edward VI Aston School a poté studoval na divadelní škole Manchester School of Theatre, kde získal bakalářský titul v roce 2011.

## Kariéra
V červnu roku 2011 stanice Sky1 oznámila, že získal hlavní roli v dramatickém televizním seriálu Sindibád. Role byla jeho první profesionální role od ukončení školy. V roce 2013 získal roli v kriminálním seriálu stanice BBC By Any Means. V roce 2015 byl obsazen do role Merlina v americkém seriálu Bylo, nebylo. V březnu 2017 byl obsazen do hlavní role v seriálu Life Sentence, po boku Lucy Hale. V roce 2020 si zahrál ve sci-fi filmu Barva z vesmíru, po boku Nicolase Cage.

## Filmografie

### Film
| Rok  | Název              | Role          | Poznámky |
| ---- | ------------------ | ------------- | -------- |
| 2016 | Miliardové výkupné | Marsac        |          |
| 2017 | 400 Boys           | B-Big         |          |
| 2020 | Barva z vesmíru    | Ward Phillips |          |

### Televize
| Rok  | Název                               | Role             | Poznámky                                             |
| ---- | ----------------------------------- | ---------------- | ---------------------------------------------------- |
| 2012 | Sindibád                            | Sindibád         | hlavní role, 12 dílů                                 |
| 2013 | Zákon a pořádek: Spojené království | Neil Jenkins     | díl: „Dependent“                                     |
| 2013 | By Any Means                        | Charlie O' Brien | hlavní role, 6 dílů                                  |
| 2014 | Vražedná práva                      | Aiden Walker     | díly: „Smile, or Go to Jail“ a „Best Christmas Ever“ |
| 2014 | Dangerous Liaisons                  | Leo James        | TV film                                              |
| 2015 | Bylo, nebylo                        | Merlin           | vedlejší role, 6 dílů                                |
| 2015 | The Advocate                        | Brett            | TV film                                              |
| 2016 | American Gothic                     | Brady Ross       | hlavní role, 13 dílů                                 |
| 2016 | No Tomorrow                         | Graham           | díl: „No Sleep 'Til Reykjavik“                       |
| 2018 | Life Sentence                       | Wes              | hlavní role, 13 dílů                                 |
| 2018 | Titans                              | Don Hall/Dove    | díl: „Hank a Dawn“                                   |

### Videohry
| Rok  | Název                        | Role               | Poznámky |
| ---- | ---------------------------- | ------------------ | -------- |
| 2019 | Call of Duty: Modern Warfare | Kyle „Gaz“ Garrick |          |